# Odyssey Engine
Odyssey Engine — игровой движок, разработанный компанией BioWare специально для использования в собственных проектах, играх по вселенной «Звёздных войн» в жанре ролевой игры.

## История разработки
Движок был разработан для использования в игре Star Wars: Knights of the Old Republic, созданной BioWare и изданной компанией LucasArts 19 ноября 2003 года. Первоначально планировалось, что данная игра будет использовать предыдущую технологию Aurora, однако, по мере того, как вводились усовершенствования, было решено дать движку другое имя.
Позднее издательство LucasArts поручило компании Obsidian Entertainment разработку сиквела игры — Star Wars: Knights of the Old Republic II: The Sith Lords, с использованием улучшенной версии Odyssey. Выход игры состоялся 6 декабря 2004 года.
Последователем Odyssey стал новый движок компании — Electron Engine.

## Технические характеристики
Odyssey Engine представляет собой, по большой мере, модифицированную версию предыдущего движка BioWare, Aurora Engine с улучшенным графическим движком — частью игрового движка, которая отвечает за рендеринг (обработку) графики. В частности, добавлены трёхмерные фоны для локаций, лицевая анимация персонажей, эффекты отражений воды, улучшена модель освещения.
Другим существенным улучшением является вид от первого лица, тогда как в играх на предыдущей технологии, Aurora, использовалась имитация изометрической проекции. Этот же нюанс заставляет разработчиков использовать текстуры бо́льшего разрешения и более проработанные модели, из-за того, что виртуальная камера находится ближе к объектам.
Движок поддерживает персональный компьютер под управлением Windows или Mac OS X. Изображение выводится в режиме OpenGL. Помимо этого, была добавлена поддержка игровой приставки Xbox.

## Игры, использующие Odyssey Engine
- 2003 — Star Wars: Knights of the Old Republic[1]

- 2005 — Star Wars: Knights of the Old Republic II — The Sith Lords[2]